# 塔塔魯卡山
48°18′6″N 24°8′46″E / 48.30167°N 24.14611°E

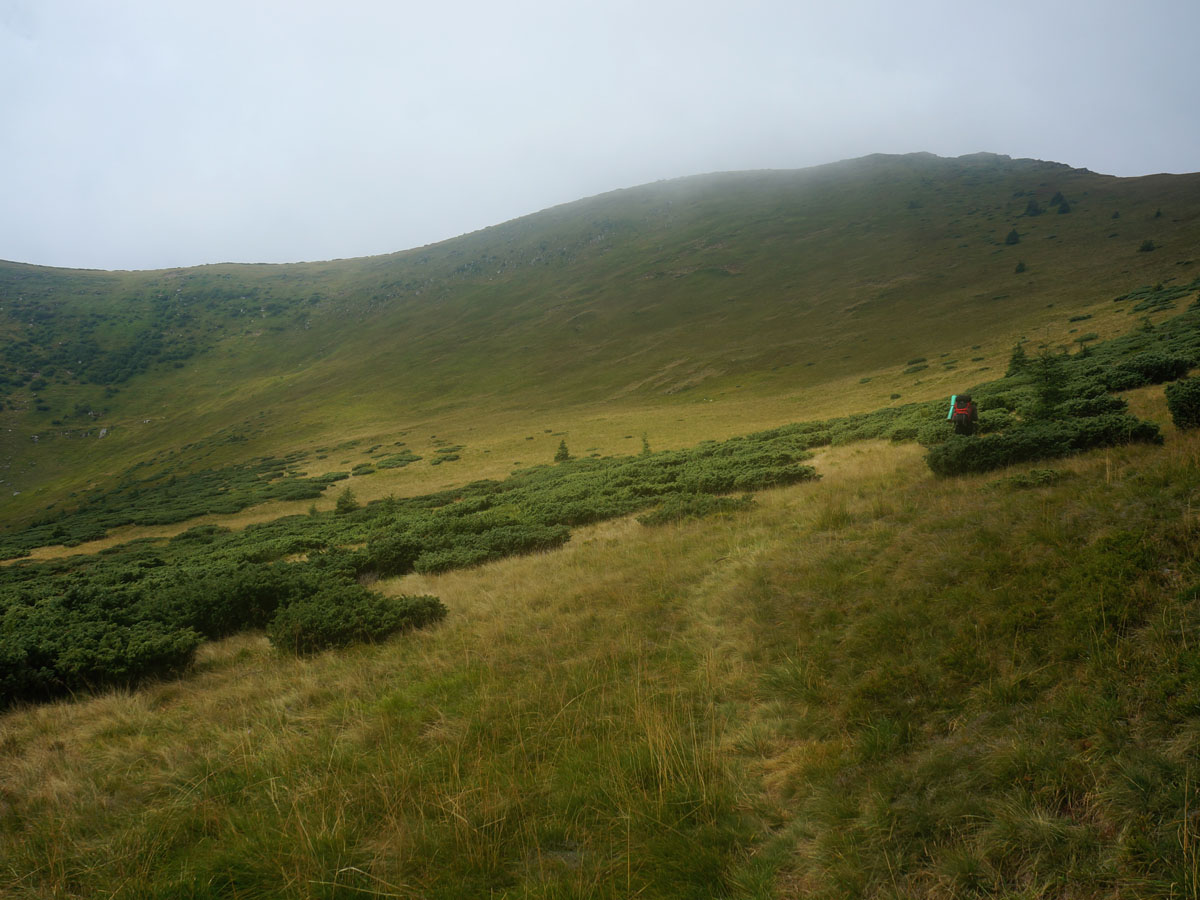

塔塔魯卡山是烏克蘭的山峰，位於該國西部外喀爾巴阡州，屬於烏克蘭喀爾巴阡山脈中斯維多韋茨山脈的一部分，海拔高度1,707米。